# 阿瓦塔納克島
阿瓦塔納克島是美國的島嶼，位於太平洋海域，屬於克列尼岑群島的一部分，由阿拉斯加州負責管轄，長16公里，最高點海拔高度147米，島上無人居住。
54°04′18″N 165°18′14″W / 54.07167°N 165.30389°W